# География Островов Питкэрн

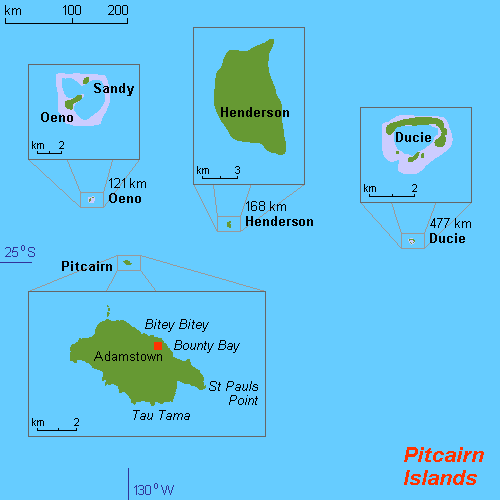
Карта Островов Питкэрн

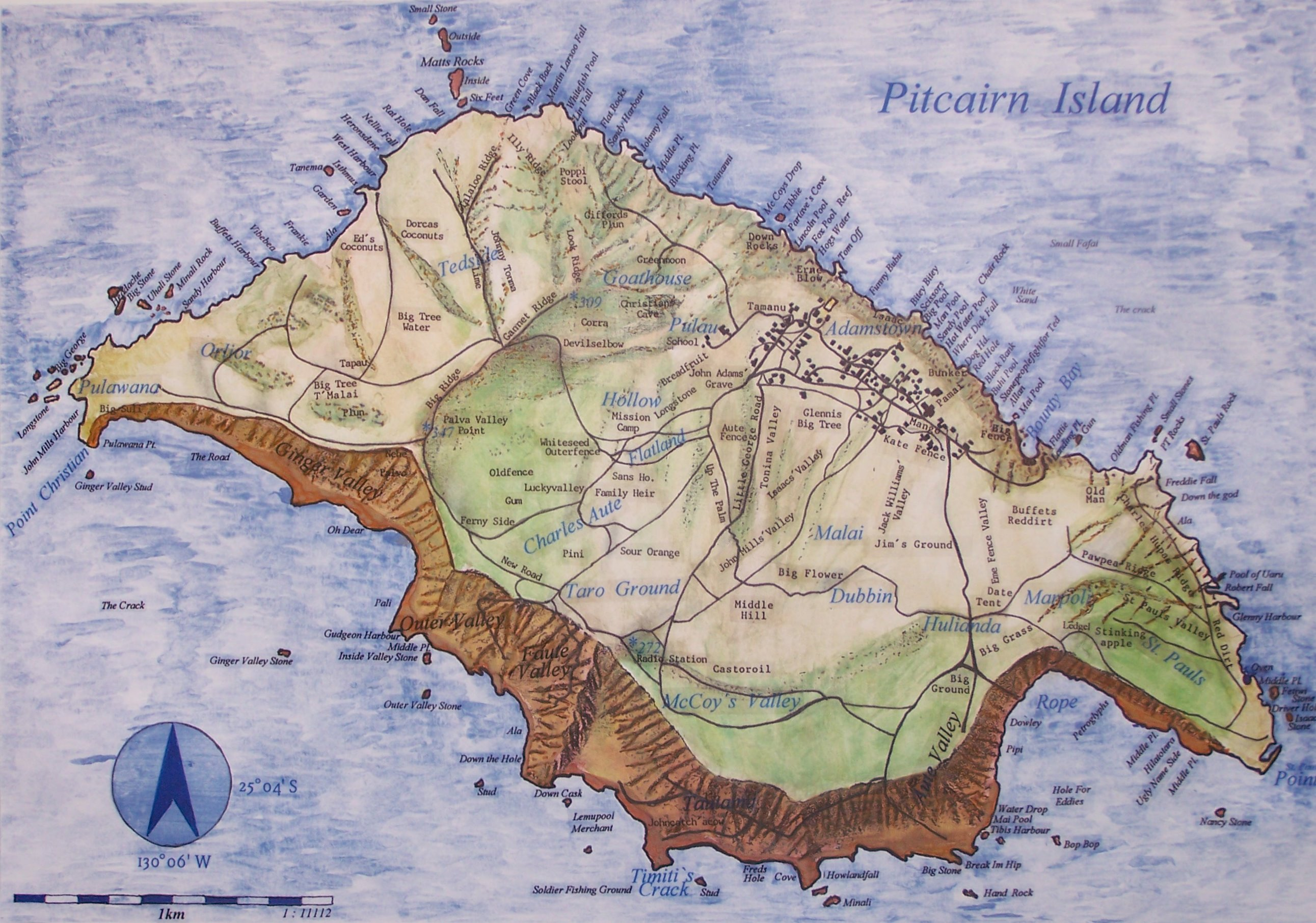
Подробная карта острова Питкэрн

Острова Питкэрн состоят из четырёх островов:
- Остров Питкэрн (главный остров) (25°04′ ю. ш. 130°06′ з. д.HGЯO)
- Хендерсон (24°22′01″ ю. ш. 128°18′57″ з. д.HGЯO)
- Дюси (24°40′09″ ю. ш. 124°47′11″ з. д.HGЯO)
- Оэно (23°55′26″ ю. ш. 130°44′03″ з. д.HGЯO)

Остров Питкэрн — вулканический остров, Хендерсон — коралловый остров, Дюси и Оэно — атоллы.
Единственный обитаемый остров — Питкэрн, имеет площадь в 5 км2 (1,9 кв. миль) и плотность населения 10 человек на квадратный километр. На остров можно попасть только через залив Баунти.

## Размещение

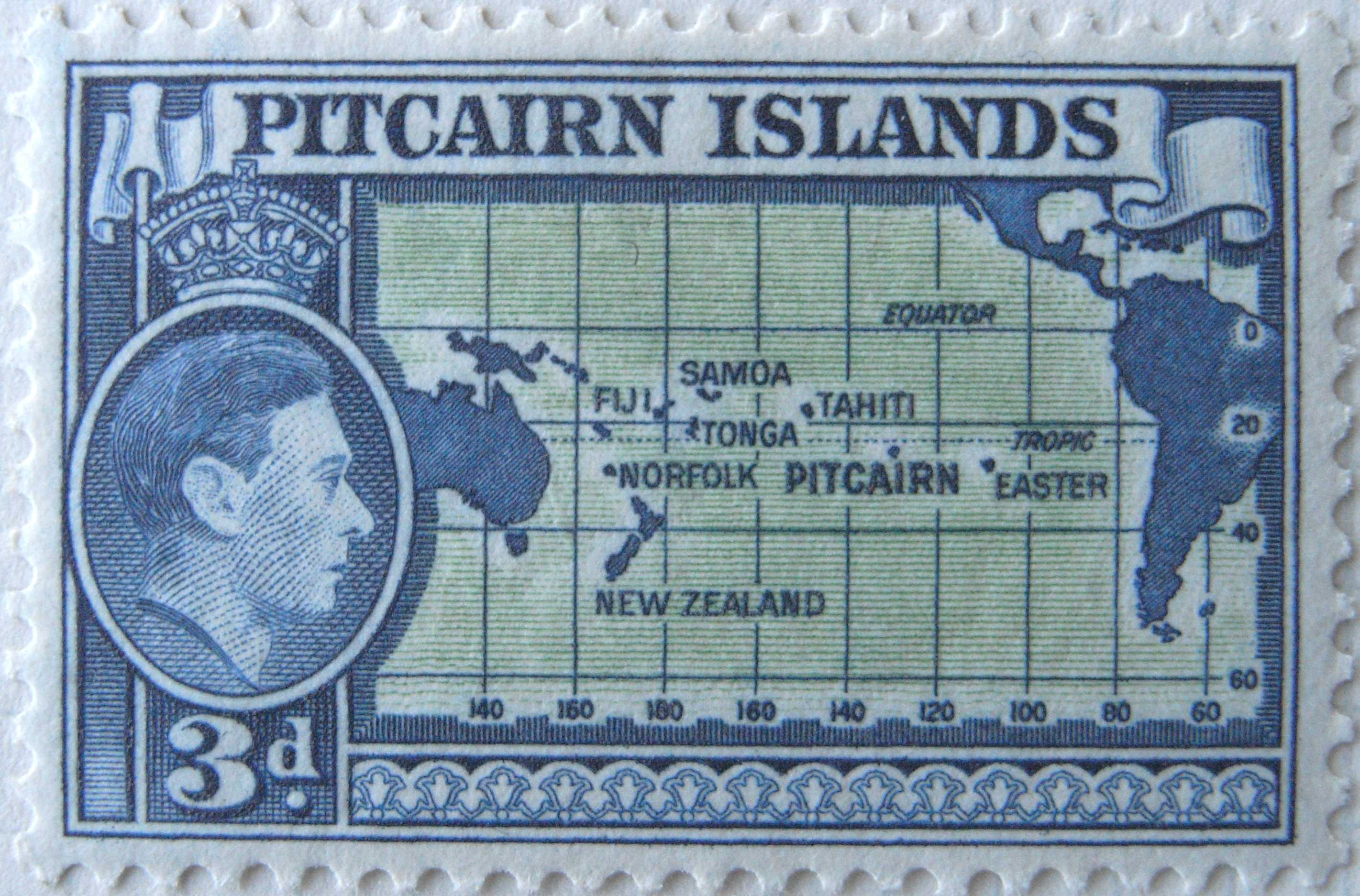
Почтовая марка Островов Питкэрн.

Острова Питкэрн расположены в южной части Тихого океана, примерно на полпути между Перу и Новой Зеландии, одно из самых удалённых мест проживания человека на Земле. Единственный из них заселённый остров, Питкэрн, находится примерно в 2170 километрах к юго-востоку от Таити, 5310 километрах от Окленда, и около 6600 километрах от Панамы. Ближайший к Адамстауну более крупный населённый пункт — деревня Рикитеа, административный центр островов Гамбье (Французская Полинезия), находится в 540 км к западу.

## Площадь
Всего: 47 км2 (18 кв. миль)
Суша: 47 км2 (18 кв. миль)
Вода: 0 км2 (0 кв. миль)

### Сухопутные границы
0 километров

### Береговая линия
51 километр

## Климат
Тропический, жаркий, влажный; температура варьируется от 16 °C зимними ночами до 30 °C летними днями.

## Ландшафт

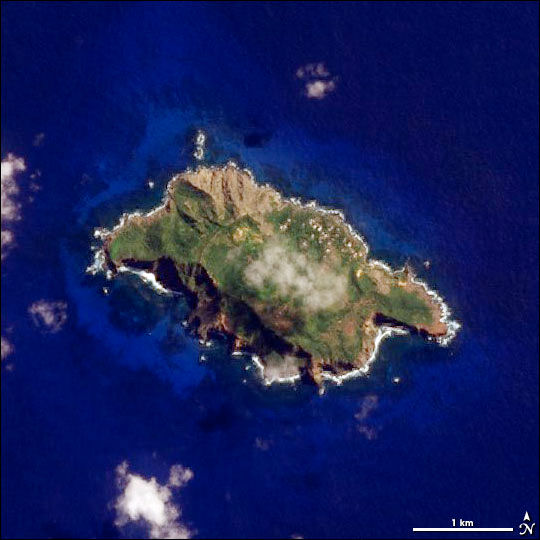
Вид на остров Питкэрн со спутника

Острова вулканического происхождения; скалистые берега с утёсами.

### Перепады высот
Низшая точка: Тихий океан, 0 метров
Высшая точка: Pawala Valley Ridge, 347 метров